# Frank McDonald (giocatore di curling)
Frank Peach McDonald (Shelburne, 24 luglio 1888 – 1971) è stato un giocatore di curling canadese.

## Carriera
Partecipò ai III Giochi olimpici invernali edizione disputata a Lake Placid (Stati Uniti d'America) nel 1932, riuscendo ad ottenere la seconda posizione nella squadra canadese con i connazionali Russell Hall, Archie Lockhart e Harvey Sims, partecipando per Ontario.
Nell'edizione le altre due nazionali canadesi si classificarono prima e terza. La competizione ebbe lo status di sport dimostrativo